# Rola-canela
Pombo-canela ou rola-canela (nome científico: Columba larvata) é uma espécie de ave pertencente à família dos columbídeos. Na natureza, é encontrada em florestas montanas da África subsaariana.